# Laabi
Laabi är en by i Estland. Den ligger i Harku kommun och i landskapet Harjumaa. Antalet invånare var 35 år 2011.
Laabi ligger 31 meter över havet och terrängen runt byn är platt. Runt Laabi är det tätbefolkat, med 982 invånare per kvadratkilometer. Laabi ligger sydväst om huvudstaden Tallinn, cirka 10 km från stadskärnan. Den ligger väster om sjön Harku järv och söder om centralorten Tabasalu.